# Makkabiade 1935/Handball
Bei der II. Makkabiade 1935 in Tel Aviv wurde zum ersten Mal ein Feldhandball-Wettbewerb der Männer ausgetragen. Es siegte die deutsche Mannschaft. Die österreichische Mannschaft zog sich zurück.
La Tribune juive berichtete, dass die palästinensische Mannschaft Syrien schlug.

## Resultate
| Pl. | Land                            | Sp. | S | U | N | Tore    | Diff. | Punkte |
| --- | ------------------------------- | --- | - | - | - | ------- | ----- | ------ |
| 1.  | Deutsches Reich                 | 2   | 2 | 0 | 0 | 025:70  | +18   | 4      |
| 2.  | Völkerbundsmandat für Palästina | 2   | 1 | 0 | 1 | 016:120 | +4    | 2      |
| 3.  | Rumänien                        | 2   | 0 | 0 | 2 | 06:280  | −22   | 0      |

| April 1936 | Deutsches Reich | 10 : 3  | Völkerbundsmandat für Palästina |  |
| April 1936 | Spandau (4)     | (6 : 1) |                                 |  |
| April 1936 | [ 2 ]           |         |                                 |  |

| April 1936 | Deutsches Reich | 15 : 4 | Rumänien |  |
| April 1936 | (8 : 2)         |        |          |  |
| April 1936 |                 |        |          |  |

| April 1936 | Völkerbundsmandat für Palästina | 13 : 2 | Rumänien |  |
| April 1936 | (7 : 1)                         |        |          |  |
| April 1936 |                                 |        |          |  |

## Medaillengewinner
| Gold | Silber | Bronze                                                                          |
| --- | --- | ------------------------------------------------------------------------------- |
| Deutsches Reich Rolf Erich Czopek Moses Flörsheim Heinz Goldmann Arnold Hoffmann Fritz Kann Salomon Klinger Walter Mai Kurt Marx Fritz Roth Werner Spandau Hans Samuel Isaak Speier Richard Schliesser Walord | Völkerbundsmandat für Palästina Fred Czesnik Felix Fried Benjamin Goldstein Goldglanz Ben-Zion Gruenmann Eduard Goldberg Nehemia Graf Heinz Hilkowitz Kravetzky Lehmann Joseph Levin S. Margalioth Selzer Zevi Speiser Heinz Steinberg Schirlinsky Eduard Stern Teitelbaum Jehuda Zuckerberg | Rumänien Izhak Appelbaum Max Geller Manfred Haller Josef Moses Eisig Reisberg … |